# عارف بابایف
عارف حاجی اوغلو بابایف (به ترکی آذربایجانی: Arif Hacı oğlu Babayev؛ ۲۰ فوریهٔ ۱۹۳۸ – ۱ اوت ۲۰۲۵) خواننده، و از چهره‌های بسیار سرشناس در مکتب آواز موسیقی آذربایجان بود. او تعلیم‌یافتهٔ بزرگانی چون خان شوشینسکی، زولفو آدی گوزل اف، و مطلم مطلم اف بود.
وی از بهترین ایفا کنندگان در نقش مجنون در اپرای لیلی و مجنون بود‌ه‌است و در اجرای سه‌گاه و دلکش آواز دلنوازی داشته‌است.
استاد بابایف در کشورهای مختلف به هنرنمایی پرداخته و شاگردان توانمندی را تربیت کرده و همچنین، عالی‌ترین نشان آواز و آزادی را از جمهوری آذربایجان دریافت کرده‌بود.

## درگذشت
بابایف در ۱ اوت ۲۰۲۵، در سن ۸۷ سالگی در باکو، آذربایجان درگذشت.